# Mokkejavrre
Mokkejavrre är en sjö i på gränsen mellan Finland och Norge.  Den finländska delen ligger i landskapet Lappland, i den norra delen av landet, 1 000 km norr om huvudstaden Helsingfors. Mokkejavrre ligger 360 meter över havet. Omgivningarna runt Mokkejavrre är i huvudsak ett öppet busklandskap.
Inlandsklimat råder i trakten. Årsmedeltemperaturen i trakten är −4 °C. Den varmaste månaden är juli, då medeltemperaturen är 14 °C, och den kallaste är januari, med −18 °C.